# 藤蔭静樹
藤蔭 静樹（ふじかげ せいじゅ、1880年（明治13年）10月13日 - 1966年（昭和41年）1月2日）は、日本舞踊家。藤蔭流（ふじかげりゅう）を創始し、新舞踊を開拓した。前名に藤蔭静枝、藤間静枝、新巴屋八重次（しんともえや やえじ）、内田静江（うちだ しずえ）など。本名は内田 八重（うちだ やい）。一時期永井荷風の妻だった。

## 生涯
寅吉・ゆきの次女として新潟市古町に生まれた。入婿の父は、義父の寿司屋を継いでいた。義父（八重の祖父）は、越後高田藩榊原家の家臣だった。5歳ごろから町内の妓楼庄内屋に居着いて踊りや三味線に親しみ、9歳から市川登根に踊りを習い寺子屋で読み書きを学び、13歳で舞妓となった。

### 上京
1898年（明治31年）(19歳）のとき上京し、翌年市川九女八の弟子となり、師匠の知人の依田学海から内田静江の芸名を貰い、また佐佐木信綱の竹柏園で短歌を学んだ。1903年、川上音二郎一座の興行に、九女八に従って明治座の舞台を踏んだが、日舞への転進を勧められて二代目藤間勘右衛門に入門した。29歳の1909年、藤間静枝の名を許され、生活のため新橋宗十郎町（現中央区銀座7丁目）に新巴家の看板を出し、芸妓・八重次となった。文学芸者と呼ばれた。
1910年（明治43年）（30歳）、慶應義塾大学文学部教授永井荷風と馴れ初め、交情を深めて後1914年（大正3年）結婚したが、荷風の浮気に怒って一年足らずで飛び出し、八重次に戻った。
荷風とは離婚後間もなくして半年ほど縒りを戻し、その後も会うことがあったものの、1937年以後は全く切れた。「荷風と別れて馬鹿した」などと生涯惚気を口にした。

### 藤蔭会の設立
1917年、勘右衛門の諒解を得て同門の2人と勉強会「藤蔭会」を催し、回を重ねて藤間静枝の藤蔭会となり、舞踊に専念するため、1919年芸妓を廃業した。次第に新演出を増やし、1921年の新作『思凡』の客席には、六代目尾上梅幸、七代目松本幸四郎、六代目尾上菊五郎、七代目坂東三津五郎、二代目市川猿之助、などの歌舞伎俳優も集まった。
藤蔭会には、和田英作、田中良、北原白秋、本居長世、山田耕筰、中山晋平、町田嘉章、吉田清風、宮城道雄、佐藤千夜子、勝本清一郎、岡田嘉子、初代水谷八重子らが協力した。1924年の『蛇身厭離』、翌年の『訶梨帝母』は勝本清一郎の野心作とされた。静枝は勝本が山田順子と相愛になるまで関係があった。
静枝の男性遍歴は、『断腸亭日乗』1940年12月1日条に荷風が書いている。
1928年（昭和3年）（48歳）、単身シベリア鉄道経由でパリへ行き、居合わせた吉屋信子の世話になり、ロンドンへも連れ立った。明けた1929年、パリ在留の画家らの企画により、シャンゼリゼ通りにあったテアトル・フェミナ（Théâtre Femina）で一度公演し、帰国した。
1930年から麻布霞町（現、港区西麻布1丁目）に長く住んだ。門下には良家の子女が多かった。その秋の第20回公演の演目には、リストのハンガリー狂詩曲を使った『衆舞』やプッチーニのお蝶夫人もあった。翌年国民文芸賞を受けた。

### 藤蔭流の創立
1931年、三代目藤間勘右衛門から『藤間』姓を返せと言われて従い、『藤蔭流家元藤蔭静枝』を名乗り、日本舞踊協会から脱退した。
その後数年間の藤蔭会は、長唄、清元などの邦楽のほかに、フォーレ、オネゲル、マスネ、リムスキー＝コルサコフ、フローラン・シュミットらの曲も使った。洋装の舞いも舞った。
1937年以降の戦争下では前衛は迎えられず、愛国行進曲や君が代変奏曲や紀元二千六百年頌歌も踊らねばならなくなった。その新体制の大同団結の1940年、三代目藤間勘右衛門改め藤間勘斎に詫びて和解した。
1943年（昭和18年）、63歳のとき第50回藤蔭会を開いて舞踊生活50年を祝う。1945年の敗戦前後の混乱は、新潟市と柏崎市に避けた。1941年に新築した霞町の家は焼け残った。

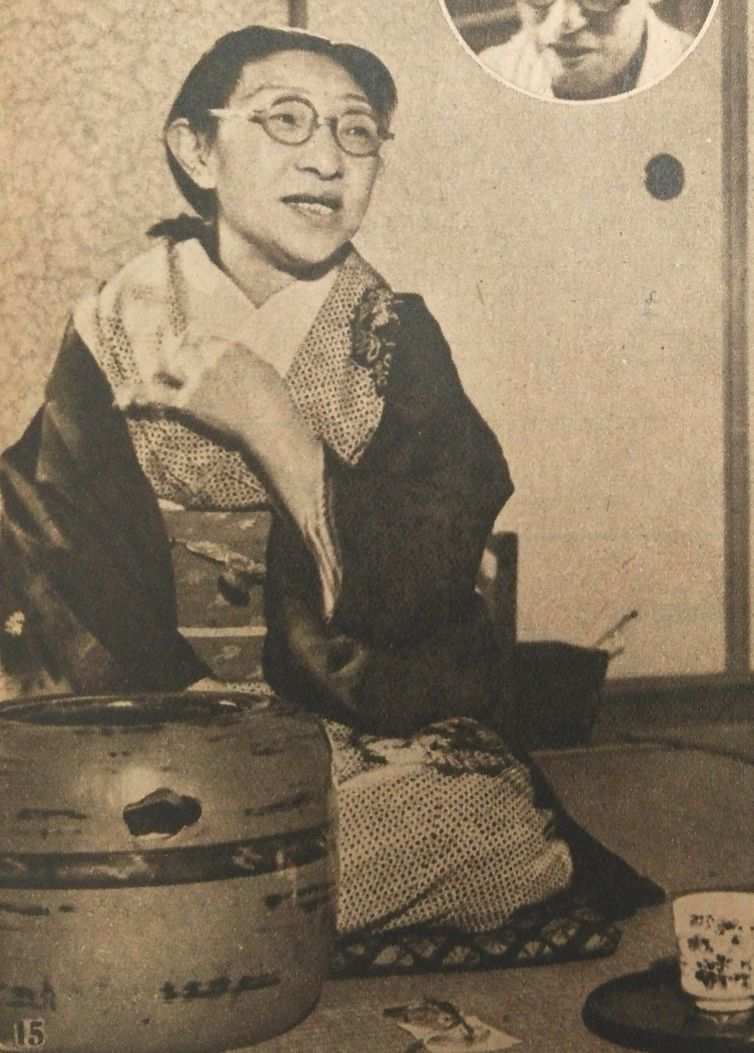
1949年

第51回藤蔭会は1946年の晩秋だったが、敗戦後は、占領軍のキャンプで門弟と日舞を披露する仕事ができた。1948年春ごろ、六本木3丁目に新築した家へ移った。1949年の第52回は古稀の賀を兼ねた。その後も藤蔭会をほぼ年一回開いたけれども、覇気は次第に衰えて温習会的になって行った。1953年、東京新聞から初回の舞踊芸術賞を贈られた。
1956年（昭和31年）、第58回で喜寿を祝われ、翌1957年、「藤蔭静枝」の名跡を門下の藤蔭美代枝に譲り、隠居して「藤蔭静樹」を名乗った。初代と二代目とは六本木の家に住んだがのち不和になり、1958年に静樹は「藤蔭流宗家」を樹て、藤蔭流は宗家派と二代目派とに分裂した。

### 晩年
1959年に永井荷風が没したのちの静樹は、命日の30日に荷風の最期の食事だったカツ丼をとるのを習いとした。
1960年（80歳）、紫綬褒章を受けた。翌年藤蔭会が第63回に達した。1963年晩秋、歌舞伎座で最後に舞った。1964年文化功労者となり、翌春勲四等宝冠章を受けた。文化功労者になる前から病床にあり、1966年の年頭に没した。
東京都港区芝公園の安蓮社に墓所があり、法名は「昭徳院殿勲誉尚舞静樹大姉」。

## 主な著作
- 『別れた愛人』、婦人公論（1930年4月号）
- 『芸道秘話』、キング（1933年2月号）
- 『明け行く空』（歌集）、藤蔭会（1943年9月）
- 『永井荷風さんと私』、鏡（1949年4月号）
- 『愛と茨の道越えて』、主婦の友（1951年10月号）
- 『わが夫 永井荷風』、文藝春秋（1952年夏の臨時増刊）
- 『交情蜜の如し』、婦人公論（1959年7月号）

## 評伝
- 江畑忠彦『愛と離別 荷風 静樹』ミーツ出版、2024年